# France Médias Monde

Hauptsitz von France Médias Monde in Issy-les-Moulineaux

France Médias Monde (FMM) ist eine im April 2008 gegründete Mediengesellschaft, die drei Sender des französischen Auslandsrundfunks organisiert. Das sind als Tochterunternehmen der FMM die Hörfunksender Radio France Internationale (RFI, mehrsprachig) und  Monte Carlo Doualiya (MCD, in arabischer Sprache), sowie der Fernsehsender France 24.
Die FMM hieß vor einer Reorganisation 2013 noch Audiovisuel extérieur de la France (AEF) und ging aus der Société de l’audiovisuel extérieur de la France (SAEF) hervor. Sie wird vom französischen Staat finanziert. Zuständig ist das Kulturministerium. Das Unternehmen wurde durch die Unterzeichnung des ersten Ziel- und Mittelvertrags zwischen dem französischen Staat und der neu gegründeten „France Médias Monde“ am 9. April 2014 unterstützt.